# Мораль, Энрике дель
Энри́ке дель Мора́ль Доми́нгес (исп. Enrique del Moral Domínguez; 20 января 1906, Ирапуато — 11 июня 1987, Мехико) — мексиканский архитектор, один из основателей национальной Академии искусств.

## Жизнь и творчество
Энрике дель Мораль изучал архитектуру в школе при Национальном автономном университете в Мехико, в 1928 году он защищает диплом. После длившегося полтора десятилетия успешного творческого периода он в 1944—1949 годах возглавляет Академию де Сан Карлос. В 1944—1946 годах архитектор был представителем мексиканского штата Гуанахуато при основанном центральным правительством Административном комитете развития. Среди прочих многочисленных проектов дель Мораля — и его собственный дом в Такубайе (1949). Длительное время сотрудничал с архитектором Марио Пани Даркви.
С 1957 года Энрике дель Мораль — участник Семинара мексиканской культуры. В 1978 году он был удостоен Национальной премии искусств Мексики.

## Избранные проекты
- 1946: Центральная больница штата Сан-Луис-Потоси
- 1950: Административное здание Управления водных ресурсов (совместно с М. Пани)
- 1950—1952: Центральное административное здание и ректорат в основном кампусе Национального автономного университета, Мехико (совместно с М. Пани и С. Ортегой Флоресом)
- 1952: Гольф-клуб Мехико (совместно с М. Пани)
- 1956—1957: Торговый дом де ла Мерсед
- 1958—1972: Больница скорой помощи Медицинского центра Мехико и больницы в Монтеррее, Тампико, Сьюдад-Обрегон, Ногалесе, Куаутле и в олимпийской деревне Мехико.

## Сочинения
- El estilo. La integración plástica, 1966
- Defensa y conservación de las ciudades y conjuntos urbanos monumentales, 1977
- La construcción de la Ciudad Universitaria del Pedregal. Concepto, programa y planeación arquitectónica, 1979 (в соавторстве с М.Пани)
- El hombre y la arquitectura. Ensayos y testimonios, 1983

[издатель] Distinciones

## Почётные звания (избранное)
- Президент почётного совета Коллегии архитекторов Мехико и Общества мексиканских архитекторов (1972—1974)
- Член учёного совета Национального автономного университета Мехико (1967—1976)
- Президент Семинара мексиканской культуры (1968—1969)
- Основатель и почётный член Академии искусств Мексики
- Почётный член Архитектурного общества Боливариана Венесуэлы (1968)
- Секретарь Академии искусств (1972—1973)
- Большая премия Академии искусств в области архитектуры (1982)